# Classe Croisière
Classe Croisière (Breaker High) est une série télévisée américano-canadienne en 44 épisodes de 22 minutes diffusée entre le 15 septembre 1997 et le 30 mars 1998 sur UPN Kids aux États-Unis et sur YTV au Canada.
En France, la série a été diffusée en 2001 sur France 2, Fox Kids, et Gulli. En Belgique, la série était diffusée sur Club RTL et Plug RTL.
La propriété de la série est passée à Disney en 2001 lorsque Disney a acquis Fox Kids Worldwide, qui comprend également Saban Entertainment. Mais la série n'est pas disponible sur Disney+,.

## Synopsis
La série suit les aventures des élèves d'un lycée (Alex, Ashley, Sean, Cassidy, Jimmy, Max, Denise, Tamira, et Ana) en une croisière, à travers les mers et les continents.

## Distribution
- Kyle Alisharan : Alex Pineda
- Terri Conn (en) : Ashley Dupree
- Ryan Gosling : Sean Stanley Hanlon
- Wendi Kenya : Cassidy Cartwright
- Tyler Labine : Jimmy Mortimor Farrell
- Scott Vickaryous : Max Ballard
- Persia White : Denise Williams
- Rachel Wilson : Tamira Goldstein
- Anne Openshaw (en) : Ana Mitchell
- Andrew Airlie : Captain Ballard
- Richard Ian Cox : Tony Gifford
- Bernard Cuffling : Nigel Mumford
- Brandon Heuser : Moe InDaHouse

## Production
La série est tournée à Burnaby, en Colombie-Britannique au Canada.

## Épisodes
Sauf indication contraire, les informations mentionnées dans cette section peuvent être confirmées par la base de données cinématographiques Allociné,  présente dans la section « Liens externes ».
1. Week-end japonais (Sun Ahso Rises)
2. Concours de farces (Pranks for the Memories)
3. Nuit de Chine (Mayhem on the Orient Distress)
4. Initiation en Inde (Don't Get Curried Away)
5. L'Épopée masaï (Kenya Dig It?)
6. Les Égarés du tombeau (Tomb with a View)
7. La Grande soirée (Radio Daze)
8. Le Bal grec (Beware of Geeks Baring Their Gifts)
9. Danse du ventre (Belly of the Beast)
10. Jimmy change d'ami (Rooming Violations)
11. À pieds joints dans le raisin (Chateau L'Feet J'mae)
12. Tony démissionne (Out with the Old, in with the Shrew)
13. Cuisiniers à Paris (Tamira is Another Day)
14. Pour l'amour d'une pizza (For Pizza's Sake)
15. Les Cousins irlandais (Kissin' Cousins)
16. La Gigue écossaise (The Caber Guy)
17. Escale à Rome (When in Rome...)
18. Max, artiste peintre (Silence of the Lamborghini)
19. Le Don de Tamira (All Seeing Bull's Eye)
20. Une tempête adoucissante (Squall's Well That Ends Well)
21. Quatre filles sur scène (That Lip-Synching Feeling)
22. Garde à Buckingham (Yoo Hoo, Mr. Palace Guard)
23. Un Sean de trop (Two Seans Don't Make a Right)
24. Tortillas d'un soir (Tamira Has Two Faces)
25. Dangereuse descente (Swiss You Were Here)
26. Les Cœurs balancent (A Funny Thing Happened on the Way to the Post Office)
27. Soleil de minuit (Some You Win, Some You Luge)
28. La Clandestine (Stowing Pains)
29. Le Hoquet de Sean (Moon Over Tamira)
30. Objectifs atteints (He Shoots, He Scores)
31. L'Indésirable Jimmy (Jimmy Behaving Badly)
32. Amours embrouillées (Regret Me Nots)
33. Premier jour à bord (New Kids on the Deck)
34. Denise perd la face (Six Degrees of Humiliation - Part 1)
35. Artistes amateurs (Don't Go Breakin' My Art - Part 2)
36. Le Trésor des marais (Worth Their Waste in Gold)
37. Des poètes et des extraterrestres (The Deck's Files)
38. Un amour jamaïcain (Rasta La Vista)
39. Amour, salsa et burritos (Max-He-Can Hat Dance)
40. Baisers révélés (Kiss of the Shy-Er Woman)
41. Chasseurs de papillons (Lord of the Butterflies)
42. Abus de poète (Chile Dog)
43. Peine de cœur (Heartbreaker High)
44. Prise de bec (To Kill a MockingNerd)